# Булавинское
Була́винское (укр. Булавинське) — посёлок в составе Бахмутского района Донецкой области. Находится под контролем Донецкой Народной Республики.

## География
Населённый пункт расположен на правом берегу реки Булавин, недалеко от места её впадения в Волынцевское водохранилище.

#### Соседние населённые пункты по странам света
С: Булавино, Савелевка
СЗ: Грозное, Красный Пахарь, Александровское
СВ: Ильинка (выше по течению Булавина)
З:  Прибрежное (примыкает), Оленовка (оба ниже по течению Булавина)
В: Камышатка (примыкает), Ольховатка (выше по течению Булавина)
ЮВ: —
ЮЗ: город Юнокоммунаровск
Ю: Славное, Малоорловка

## Население
Население по переписи 2001 года составляло 3 786 человек.

## Общая информация
Почтовый индекс — 86487. Телефонный код — 6252. Код КОАТУУ — 1412045600.

## История
До 11 декабря 2014 года Булавинский поселковый совет находился в составе Енакиевского городского совета. В 2014 году украинские власти переводят посёлок в состав Бахмутского района Донецкой области Украины. С февраля 2015 года под контролем ДНР.

## Социальная инфраструктура
Имеется школа № 29 (НВК № 10). Адрес: ул.Чкалова, д.1.

## Местный совет
86487, Донецкая область, Бахмутский район, пгт. Булавинское, пер.Советский, 2.